# Đakovo (Kraljevo)
Đakovo (cirill betűkkel Ђаково), település Szerbiában, a Raškai körzet Kraljevoi községében.

## Népesség
- 1948-ban 558 lakosa volt.
- 1953-ban 574 lakosa volt.
- 1961-ben 555 lakosa volt.
- 1971-ben 437 lakosa volt.
- 1981-ben 350 lakosa volt.
- 1991-ben 306 lakosa volt.
- 2002-ben 244 lakosa volt,[1] akik mindannyian szerbek.[2]